# Coleophora silenella
Coleophora silenella is een vlinder uit de familie kokermotten (Coleophoridae). De wetenschappelijke naam is voor het eerst geldig gepubliceerd in 1855 door Herrich-Schäffer.
De soort komt voor in Europa.